# Bahuwa
Bahuwa è una suddivisione dell'India, classificata come nagar panchayat, di 9.312 abitanti, situata nel distretto di Fatehpur, nello stato federato dell'Uttar Pradesh. In base al numero di abitanti la città rientra nella classe V (da 5.000 a 9.999 persone).

## Geografia fisica
La città è situata a 25° 51' 0 N e 80° 37' 60 E e ha un'altitudine di 111 m s.l.m..

## Società

### Evoluzione demografica
Al censimento del 2001 la popolazione di Bahuwa assommava a 9.312 persone, delle quali 4.955 maschi e 4.357 femmine. I bambini di età inferiore o uguale ai sei anni assommavano a 1.407, dei quali 739 maschi e 668 femmine. Infine, coloro che erano in grado di saper almeno leggere e scrivere erano 4.946, dei quali 3.073 maschi e 1.873 femmine.